# 米麴菌
米麴菌（學名：Aspergillus oryzae），又名米麯黴菌、米麴霉、麴霉菌或麯霉菌。日文名。米麴菌是一種帶有菌絲（hypha）的真菌與黴菌，在東亞的中国與日本料理中經常被用來發酵大豆來製作醬油、味噌與甜麵醬。而這種真菌在上述兩個文化中也被用於糖化（saccharify）稻米、馬鈴薯、麥等糧食來發酵製作酒類，像是黃酒、清酒、泡盛與燒酎等等。除此之外，米麴菌這種真菌也被用在米醋（rice vinegars）的製作上，如日本的（awasezu）等。而由此種真菌產生出來的蛋白酶被諾維信（Novozymes）以「風味蛋白酶」（Flavourzyme）的名稱於市場上銷售。日本也將米麴菌認定為日本的「國菌」。
其种加词“oryzae ”意为“稻米的”。
现接受名为黄曲霉（Aspergillus flavus Link, 1809）。

## 命名歷史
19世紀在日本東京醫學校（即今日的東京大學醫學部）任教的德國教師赫爾曼·阿勒堡（Herman Ahlburg）於以米為原料的清酒麹中分離出該菌體，並將其命名為，其中種名即是來自於稻屬的學名。數年後，赫爾曼·阿勒堡感染上痢疾，而在1879年8月28日逝世。1884年，日本邀請的學者費迪南·朱里亞斯·孔恩將其從散囊菌屬（Eurotium）移至麴菌屬，至今都是如此。
由於米麴黴和有害的黃麴黴的外觀非常相似，所以米麴黴一度被西方的微生物學家將它與黃麴黴一併視為有害的黴菌，并认为是黄曲霉的近缘种，該菌也導致了在食物安全的議題中的一場爭論。后来认为米麴黴应该是黄曲霉的驯化类群，只是它的变种。目前认为米麹菌属于黄曲霉一个群的亚群，并保留其种的分类地位。
2004年，日本東北大學名譽教授一島英治於第99卷第2號中，提議將定為日本的「國菌」。2006年10月12日，日本釀造學會大會上通過了將麹菌（Aspergillus oryzae）認定為日本的國菌。

## 基因體
米麴菌的基因组研究於2005年晚期由日本的製品評價技術基盤機構（製品評価技術基盤機構）所發表。8條染色體總共包括了約3700萬個鹼基對與1萬2千個已經被預測出來的基因。與另外兩個同屬於麴菌屬（基因模式生物的小巢狀麴菌〔〕與致病的薰煙麴菌〔〕）相比，米麴菌的基因组要大大約三分之一。根据預測,米麴菌許多額外的基因和二次代謝物（secondary metabolism）有关。這個被定序的菌株被稱為「RIB40」或者是「ATCC 42149」，這個菌株是野生型（wild type）菌株，也已經被應用在工業上。

## 參照
- 麴
- 種麹
- 米麴